# Savez nezavisnih socijaldemokrata
Savez nezavisnih socijaldemokrata, doslova česky Svaz nezávislých sociálních demokratů, zkr. SNSD/СНСД je bosenskosrbská politická strana v Bosně a Hercegovině. Založena byla v roce 1996 v Republice srbské jako vládnoucí strana. Jejím předsedou je Milorad Dodik, současný prezident Republiky srbské. Místopředsedkyní strany je Željka Cvijanović, členka předsednictva Bosny a Hercegoviny.

## Historie
Vznik této strany lze vysledovat k skupině nezávislých poslanců Národní skupštiny Republiky srbské, která se postupně vykrystalizovala do podoby Nezávislých sociálních demokratů. Skupina působila dlouhou dobu jako jediná opozice proti Srbské demokratické straně, která zastávala nacionalistické postoje a kterou vedl Radovan Karadžić. SNSD byla vnímána jako umírněná a neextremistická alternativa Srbské demokratické strany.
Svůj volební úspěch měla strana v roce 2006, kdy získala 41 z 83 křesel zmíněného bosenskosrsbkého parlamentu. Od té doby strana postupně opouštěla reformní pozice a posouvala se spíše ke konzervativnější a nacionalisticky laděné rétorice. Od roku 2006 je na úrovni Republiky srbské stálev v pozici vládnoucí strany. Její představitelé, především pak Milorad Dodik, několikrát otevřeně pohrozili odtržením od Bosny a Hercegoviny. Za nacionalistické postoje byl Svaz nezávislých sociálních demokratů v roce 2012 vyloučen ze socialistické internacionály.